# 101 Second Street
Le 101 Second Street est un gratte-ciel de 108 mètres de hauteur construit à San Francisco en Californie (États-Unis) en 1999.

## Données techniques et historique
L'architecte est l'agence Skidmore, Owings and Merrill. La surface de plancher de l'immeuble est de 134 112 m2 desservi par huit ascenseurs.